# Åke Nilsson (fackföreningsman)
Åke Nilsson, född 27 juli 1909 i Västerås, död 6 augusti 1991, var en svensk fackföreningsman som var ordförande för Svenska metallindustriarbetareförbundet 1956-1971.
Nilsson blev ombudsman vid Svenska metallindustriarbetareförbundet 1945, blev andre förbundsordförande 1952, och var förbundsordförande 1956-1971. 